# Кузнецов, Александр Николаевич (генерал)
Алекса́ндр Никола́евич Кузнецо́в (1895—1966) — Генерал-майор авиации, участник Первой мировой, Гражданской и Великой Отечественной войн.

## Биография

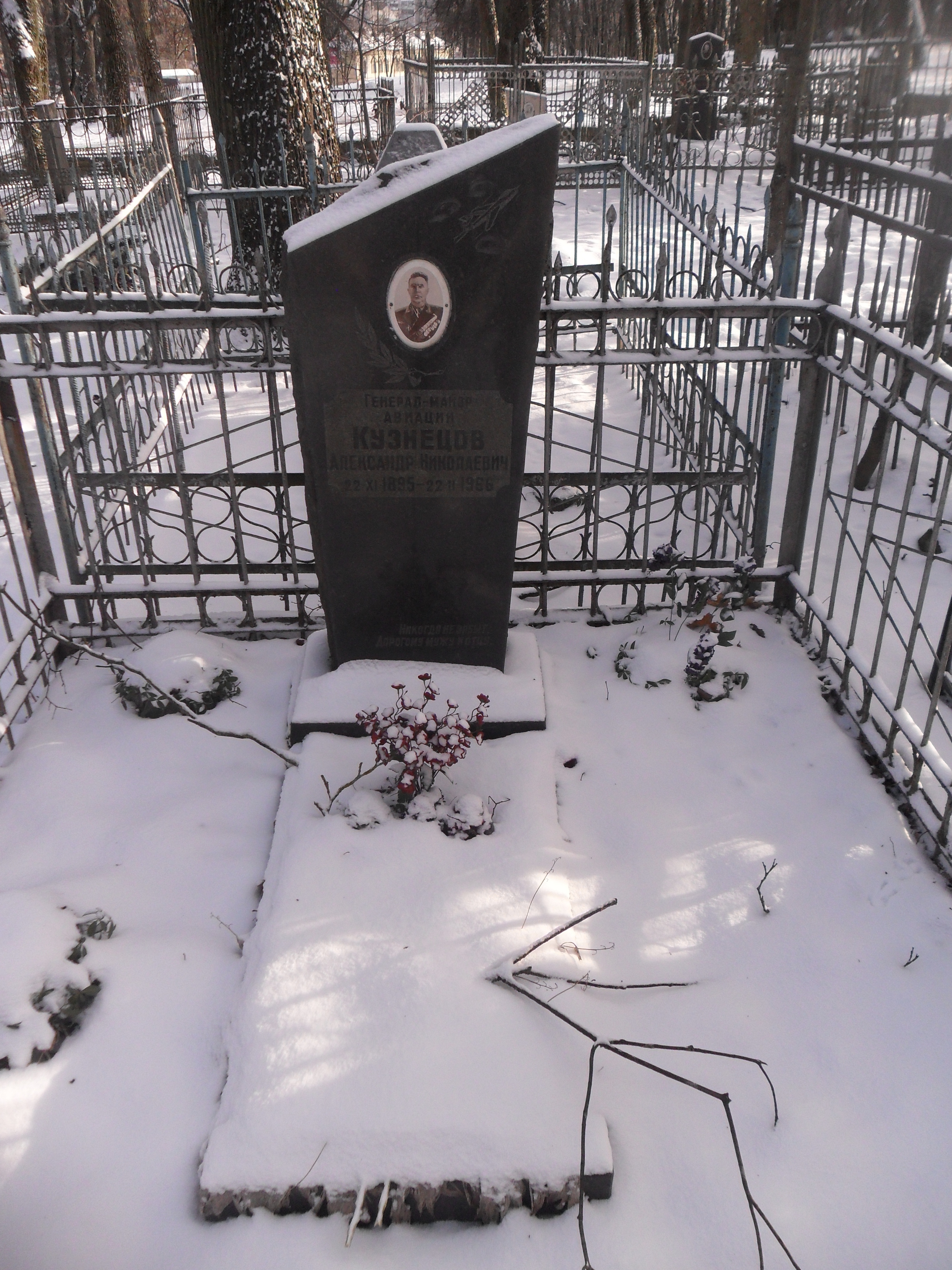
Могила Кузнецова на кладбище «Клинок».

Александр Кузнецов родился 20 ноября 1895 года в Санкт-Петербурге. Окончил четырёхклассное начальное училище. В 1916 году Кузнецов был призван на службу в царскую армию. Принимал участие в Первой мировой войне. В 1918 году добровольно пошёл на службу в Рабоче-крестьянскую Красную Армию. Участвовал в боях во время Гражданской войны. После её окончания продолжил службу в армии. В 1924 году он окончил курсы среднего командного состава, в 1927 году — технические курсы при Военно-воздушной инженерной академии имени Н. Е. Жуковского.
До начала Великой Отечественной войны находился на различных командных должностях. Начало войны встретил в должности начальника 15-го района авиационного базирования. Обеспечивал боевую работу авиации, руководил работами по выводу из-под удара немецких войск частей района в ходе кампании 1941 года. В короткие сроки отступающие части Западного фронта занимали новые аэродромы и готовили авиацию к новым боевым вылетам. Участвовал в Смоленском сражении и битве за Москву. В 1942 году занимался строительством аэродромов, под его непосредственным руководством только за тот год было построено 11 оперативных аэродромов, 2 из которых — с грунтово-гравийными посадочными полосами. В 1943—1944 годах Кузнецов был помощником начальника академии имени Жуковского по материально-техническому обеспечению, затем был отправлен в Прибалтику начальником тыла воздушной армии.
После окончания войны Кузнецов служил в Смоленске, был заместителем по тылу командующего 50-й воздушной армией. С 1953 года в звании генерал-майор авиации — в запасе. Умер 22 февраля 1966 года, похоронен на кладбище «Клинок» в Смоленске.

## Награды
Был награждён орденом Ленина, тремя орденами Красного Знамени, орденом Красной Звезды, а также рядом медалей.